# (28966) Yuyingshih
(28966) Yuyingshih est un objet de la ceinture principale extérieure de 12,767 km de diamètre découvert en 2001.

## Description
(28966) Yuyingshih a été découvert le 26 avril 2001 à l'observatoire Desert Beaver, un observatoire astronomique privé situé près d'Eloy, en Arizona aux États-Unis, par William Kwong Yu Yeung.

### Caractéristiques orbitales
L'orbite de cet astéroïde est caractérisée par un demi-grand axe de 3,22 ua, un périhélie de 3,11 ua, une excentricité de 0,03 et une inclinaison de 22,58° par rapport à l'écliptique. Du fait de ces caractéristiques, à savoir un demi-grand axe entre 3,2 et 4,6 ua, il est classé, selon la JPL Small-Body Database, comme objet de la ceinture principale extérieure.

### Caractéristiques physiques
(28966) Yuyingshih a une magnitude absolue (H) de 13,0 et un albédo estimé à 0,082, ce qui permet de calculer un diamètre de 12,767 km. Ces résultats ont été obtenus grâce aux observations du Wide-field Infrared Survey Explorer (WISE), un télescope spatial américain mis en orbite en 2009 et observant l'ensemble du ciel dans l'infrarouge, et publiés en 2011 dans un article présentant les premiers résultats concernant les astéroïdes de la ceinture principale.